# یواس‌اس شاشین (۱۸۵۵)
یواس‌اس شاشین (۱۸۵۵) (به انگلیسی: USS Shawsheen (1855)) یک کشتی بود که طول آن ۱۱۸ فوت (۳۶ متر) بود. این کشتی در سال ۱۸۵۵ ساخته شد.